# Raymond Berry
Raymond Emmett Berry (Corpus Christi, 27 febbraio 1933) è un ex giocatore di football americano e allenatore di football americano statunitense, inserito nella Pro Football Hall of Fame nel 1973.

## Carriera
La carriera di Raymond Berry iniziò molto a rilento: egli aveva infatti alcuni problemi fisici, tra cui limiti di vista, una scarsa velocità e una gamba lievemente più corta dell'altra, il che lo costrinse ad utilizzare sempre delle scarpe speciali.
Alla scuola superiore non fece parte della squadra della scuola, sebbene l'allenatore fosse il padre, ed anche a livello universitario, alla Southern Methodist University, iniziò a far parte della squadra soltanto al secondo anno, collezionando nei tre anni di università soltanto 33 ricezioni complessive.
Nonostante questo, venne scelto nel Draft NFL 1954, sebbene soltanto al 20º giro, dai Baltimore Colts. Nel primo anno non collezionò alcuna presenza, ma nel 1955 venne promosso titolare ed ottenne importanti risultati nelle sue 13 stagioni ai Colts.
Terminata la carriera agonistica, Berry venne assunto come allenatore dei ricevitori dai New England Patriots nel 1978 e rimase in questo ruolo fino alla stagione 1981, dopo la quale il capo allenatore Ron Erhardt e tutto il suo staff vennero licenziati dopo una stagione disastrosa, con soltanto 2 vittorie in 16 gare.
Berry svolse altre attività fino alla metà della stagione 1984, quando i Patriots lo richiamarono come capo allenatore in sostituzione di Ron Meyer, licenziato dopo un avvio di stagione insoddisfacente, e vinse 4 delle ultime 8 partite. Rimase capo allenatore dei Patriots fino alla stagione 1989, chiudendo la propria carriera di allenatore con 48 vittorie e 32 sconfitte.

## Palmarès
Raymond Berry ha raggiunto con i Baltimore Colts la finale del Campionato NFL del 1958, vinta contro i New York Giants per 23-17; il match, ricordato per essere stato il primo della storia delle finali NFL ad andare ai tempi supplementari, viene ancora oggi definito The Greatest Game Ever Played (Il più grande incontro mai giocato) e Berry conquistò quello che all'epoca era il record per le finali con 12 ricezioni per 178 yards e 1 touchdown.
Anche come allenatore Berry raggiunse una finale, il Super Bowl XX del 1985, con i New England Patriots, venendo però sconfitto dai Chicago Bears per 46-10.
Tra i numerosi riconoscimenti a livello individuale, si ricordano:
- 6 convocazioni per il Pro Bowl, ininterrottamente dal 1958 al 1961 e poi nel 1963 e 1964
- 6 selezioni nell'All-Pro Team, ininterrottamente dal 1957 al 1961 e poi nel 1965
- 3 volte leader della NFL in yard ricevute, nel 1957, 1959, 1960
- Inserito nella formazione ideale della NFL degli anni 1950
- Inserito nella formazione ideale del 75º anniversario della National Football League
- Inserito nella formazione ideale del 100º anniversario della National Football League
- Il suo N. 82 è stato ritirato dai Baltimore Colts
- Classificato al #36 tra i migliori cento giocatori di tutti i tempi da NFL.com

## Statistiche
- Ricezioni: 631
- Yards complessive guadagnate su passaggio: 9.275
- Touchdown realizzati: 68